# یوری شیروکوف
 یوری شیروکوف (انگلیسی: Yurii Shirokov؛ زاده ۲۱ ژوئن ۱۹۲۱ درگذشته ۱۹۸۰) یک فیزیک‌دان اهل روسیه بود.